# Upper Saline Point
Upper Saline Point es una localidad de Santa Lucía que forma parte del distrito de Gros Islet.